# Arsames
Arsames ((en persa antiguo: 𐎠𐎼𐏁𐎠𐎶 Aršāma, en persa: ،آرسام، آرشام‎‎ Arshām, en griego antiguo: Ἀρσάμης, romanizado: Arsamē) (?-después de 520 a. C.) era abuelo del rey persa Darío I, y miembro de la dinastía aqueménida.
Su progenitor Ariaramnes era hijo de Teispes y hermano menor del rey Ciro I de Anshan. Este Ciro I podría ser identificado con el "Kuras (Ciro) de Pasumas" mencionado en el 652 a. C. por fuentes asirias. En ese caso, Arsames habría alcanzado una edad muy avanzada, ya que es mencionado como todavía vivo en una inscripción de Darío I hallada en Susa, que fue erigida no antes del 520 a. C.
A su vez, en la Inscripción de Behistún (donde también es mencionado Arsames), Darío afirma que un total de ocho reyes de su familia reinaron antes que él, lo que resulta extraño, ya que se conocen fehacientemente solo seis. Algunos autores han sugerido que Darío podría estar contando a su abuelo Arsames y a su bisabuelo Ariaramnes como reyes. Esto parece ser confirmado por ciertas inscripciones supuestamente halladas en Hamadán, en las que se puede ver a Arsames y Ariaramnes utilizando el título de "rey de Persia". No obstante, se sospecha que dichas inscripciones son de hecho falsificaciones, o bien modernas, o bien antiguas. lo que opinan historiadores como Pierre Briant.  En el caso de en efecto haber reinado Arsames en Persia, lo habría hecho en corregencia de su primo Cambises I de Anshan (600?/580?-559 a. C.), padre de Ciro II el Grande.
Arsames tuvo al menos tres hijos, pero conocemos los nombres de dos: Histaspes, padre del rey Darío I, y Farnaces. Se ha señalado que Arsames era de religión zoroastriana (de la cual su nieto Darío sería un gran devoto), ya que el nombre de su hijo Histaspes (en persa, Vishtapa) es el mismo que el de un legendario rey que protegió a Zoroastro.